# Makàrivka (Crimea)
|  | Per a altres significats, vegeu «Makàrovka». |

Makàrivka (en ucraïnès: Макарівка, en rus: Макарова, Makàrovka) és un poble de la República Autònoma de Crimea a Ucraïna, que el 2014 tenia 28 habitants. Pertany al districte rural de Pervomàiske.